# Lunds Akademiska Golfklubb
Lunds Akademiska Golfklubb är en golfklubb i Lunds kommun i Skåne.

## Historia
Lunds Golfklubb bildades 1928 av golfintresserade professorer och studenter. Ordförande blev medicinprofessorn John Forssman. Lunds Universitets Idrottsförening, LUGI, bildade 1932 en golfsektion och det var denna som verkade för att en golfbana skulle anläggas på Kungsmarken. I bankommitéen satt då John Forsmann. När de första 9 hålen hade invigts 1936 samlades man till ett möte. På mötet bildades Lunds Akademiska Golfklubb. Hålen 10–18 blev spelklara 1956.

## Banan
| Lunds Akademiska GK                                                                               | Lunds Akademiska GK                                                                               | Lunds Akademiska GK                                                                               | Lunds Akademiska GK                                                                               | Lunds Akademiska GK                                                                               | Lunds Akademiska GK                                                                               | Lunds Akademiska GK                                                                               | Lunds Akademiska GK                                                                               | Lunds Akademiska GK                                                                               | Lunds Akademiska GK                                                                               | Lunds Akademiska GK                                                                               | Lunds Akademiska GK                                                                               | Lunds Akademiska GK                                                                               | Lunds Akademiska GK                                                                               | Lunds Akademiska GK                                                                               | Lunds Akademiska GK                                                                               | Lunds Akademiska GK                                                                               | Lunds Akademiska GK                                                                               | Lunds Akademiska GK                                                                               | Lunds Akademiska GK                                                                               | Lunds Akademiska GK                                                                               | Lunds Akademiska GK                                                                               |
| Parkbana • Spelklar 1936 • Arkitekt: Stig Boström, John Morrison — Längden är angiven i meter (m) | Parkbana • Spelklar 1936 • Arkitekt: Stig Boström, John Morrison — Längden är angiven i meter (m) | Parkbana • Spelklar 1936 • Arkitekt: Stig Boström, John Morrison — Längden är angiven i meter (m) | Parkbana • Spelklar 1936 • Arkitekt: Stig Boström, John Morrison — Längden är angiven i meter (m) | Parkbana • Spelklar 1936 • Arkitekt: Stig Boström, John Morrison — Längden är angiven i meter (m) | Parkbana • Spelklar 1936 • Arkitekt: Stig Boström, John Morrison — Längden är angiven i meter (m) | Parkbana • Spelklar 1936 • Arkitekt: Stig Boström, John Morrison — Längden är angiven i meter (m) | Parkbana • Spelklar 1936 • Arkitekt: Stig Boström, John Morrison — Längden är angiven i meter (m) | Parkbana • Spelklar 1936 • Arkitekt: Stig Boström, John Morrison — Längden är angiven i meter (m) | Parkbana • Spelklar 1936 • Arkitekt: Stig Boström, John Morrison — Längden är angiven i meter (m) | Parkbana • Spelklar 1936 • Arkitekt: Stig Boström, John Morrison — Längden är angiven i meter (m) | Parkbana • Spelklar 1936 • Arkitekt: Stig Boström, John Morrison — Längden är angiven i meter (m) | Parkbana • Spelklar 1936 • Arkitekt: Stig Boström, John Morrison — Längden är angiven i meter (m) | Parkbana • Spelklar 1936 • Arkitekt: Stig Boström, John Morrison — Längden är angiven i meter (m) | Parkbana • Spelklar 1936 • Arkitekt: Stig Boström, John Morrison — Längden är angiven i meter (m) | Parkbana • Spelklar 1936 • Arkitekt: Stig Boström, John Morrison — Längden är angiven i meter (m) | Parkbana • Spelklar 1936 • Arkitekt: Stig Boström, John Morrison — Längden är angiven i meter (m) | Parkbana • Spelklar 1936 • Arkitekt: Stig Boström, John Morrison — Längden är angiven i meter (m) | Parkbana • Spelklar 1936 • Arkitekt: Stig Boström, John Morrison — Längden är angiven i meter (m) | Parkbana • Spelklar 1936 • Arkitekt: Stig Boström, John Morrison — Längden är angiven i meter (m) | Parkbana • Spelklar 1936 • Arkitekt: Stig Boström, John Morrison — Längden är angiven i meter (m) | Parkbana • Spelklar 1936 • Arkitekt: Stig Boström, John Morrison — Längden är angiven i meter (m) |
| Hål                                                                                               | 1                                                                                                 | 2                                                                                                 | 3                                                                                                 | 4                                                                                                 | 5                                                                                                 | 6                                                                                                 | 7                                                                                                 | 8                                                                                                 | 9                                                                                                 | 10                                                                                                | 11                                                                                                | 12                                                                                                | 13                                                                                                | 14                                                                                                | 15                                                                                                | 16                                                                                                | 17                                                                                                | 18                                                                                                | Ut                                                                                                | In                                                                                                | Σ                                                                                                 |
| ------------------------------------------------------------------------------------------------- | ------------------------------------------------------------------------------------------------- | ------------------------------------------------------------------------------------------------- | ------------------------------------------------------------------------------------------------- | ------------------------------------------------------------------------------------------------- | ------------------------------------------------------------------------------------------------- | ------------------------------------------------------------------------------------------------- | ------------------------------------------------------------------------------------------------- | ------------------------------------------------------------------------------------------------- | ------------------------------------------------------------------------------------------------- | ------------------------------------------------------------------------------------------------- | ------------------------------------------------------------------------------------------------- | ------------------------------------------------------------------------------------------------- | ------------------------------------------------------------------------------------------------- | ------------------------------------------------------------------------------------------------- | ------------------------------------------------------------------------------------------------- | ------------------------------------------------------------------------------------------------- | ------------------------------------------------------------------------------------------------- | ------------------------------------------------------------------------------------------------- | ------------------------------------------------------------------------------------------------- | ------------------------------------------------------------------------------------------------- | ------------------------------------------------------------------------------------------------- |
| Par                                                                                               | 4                                                                                                 | 3                                                                                                 | 4                                                                                                 | 5                                                                                                 | 4                                                                                                 | 3                                                                                                 | 4                                                                                                 | 4                                                                                                 | 5                                                                                                 | 5                                                                                                 | 4                                                                                                 | 5                                                                                                 | 3                                                                                                 | 4                                                                                                 | 4                                                                                                 | 3                                                                                                 | 4                                                                                                 | 4                                                                                                 | 36                                                                                                | 36                                                                                                | 72                                                                                                |
| Index                                                                                             | 10                                                                                                | 6                                                                                                 | 8                                                                                                 | 16                                                                                                | 4                                                                                                 | 14                                                                                                | 2                                                                                                 | 18                                                                                                | 12                                                                                                | 11                                                                                                | 13                                                                                                | 15                                                                                                | 5                                                                                                 | 1                                                                                                 | 17                                                                                                | 3                                                                                                 | 9                                                                                                 | 7                                                                                                 | 0                                                                                                 | 0                                                                                                 | 0                                                                                                 |
| Vit                                                                                               | 316                                                                                               | 146                                                                                               | 315                                                                                               | 460                                                                                               | 350                                                                                               | 175                                                                                               | 420                                                                                               | 325                                                                                               | 475                                                                                               | 470                                                                                               | 365                                                                                               | 455                                                                                               | 175                                                                                               | 405                                                                                               | 294                                                                                               | 170                                                                                               | 360                                                                                               | 358                                                                                               | 2982                                                                                              | 3052                                                                                              | 6034                                                                                              |
| Gul                                                                                               | 316                                                                                               | 131                                                                                               | 315                                                                                               | 420                                                                                               | 310                                                                                               | 152                                                                                               | 404                                                                                               | 325                                                                                               | 429                                                                                               | 448                                                                                               | 315                                                                                               | 400                                                                                               | 149                                                                                               | 405                                                                                               | 294                                                                                               | 170                                                                                               | 336                                                                                               | 358                                                                                               | 2802                                                                                              | 2875                                                                                              | 5677                                                                                              |
| Blå                                                                                               | 316                                                                                               | 131                                                                                               | 315                                                                                               | 420                                                                                               | 310                                                                                               | 125                                                                                               | 367                                                                                               | 300                                                                                               | 429                                                                                               | 405                                                                                               | 315                                                                                               | 365                                                                                               | 139                                                                                               | 330                                                                                               | 294                                                                                               | 130                                                                                               | 336                                                                                               | 310                                                                                               | 2713                                                                                              | 2624                                                                                              | 5337                                                                                              |
| Röd                                                                                               | 300                                                                                               | 114                                                                                               | 296                                                                                               | 364                                                                                               | 278                                                                                               | 125                                                                                               | 324                                                                                               | 300                                                                                               | 388                                                                                               | 405                                                                                               | 277                                                                                               | 365                                                                                               | 139                                                                                               | 330                                                                                               | 245                                                                                               | 130                                                                                               | 305                                                                                               | 310                                                                                               | 2489                                                                                              | 2506                                                                                              | 4995                                                                                              |